# Донровын Намдаг
До́нровын На́мдаг (монг. Донровын Намдаг; также Донровын Намдак; 16 декабря 1911 — 11 марта 1984) — монгольский драматург, режиссёр, писатель и поэт, один из основоположников современной монгольской драматургии. Заслуженный деятель искусств Монголии.

## Биография

### Юность и образование
Намдаг родился 16 декабря 1911 года в хошуне Уйзэн-гуна Сайн-Нойон-ханского аймака Внешней Монголии (ныне сомон Алдархаан аймака Завхан) в местности Ар-Шанд в семье уртонного служащего и пастуха Донрова. В детском возрасте у неких Мижиддоржа и Чойдога выучился монгольскому письму. В 1920 году пошёл в младшую хошунную школу. В 1925 году вступил в Ревсомол, после избрания на IV Съезде Ревсомола представителем от хошуна переехал в Улан-Батор, где поступил в первую в стране общеобразовательную школу.
В 1926—1927 годах в Германии прошёл курс немецкого языка и с 1927 по 1929 годы проучился в средней школе-интернате города Вихерсдоф в Германии вместе с Бадарчем, Батсух, Гомбо, Хаалай, Намхайцэрэном, Нацагдоржем, Сэдэд, Цэрэнханд, Пагмадулам и Цэвээном. Во время учёбы был членом комсомольской ячейки. После окончания средней школы поступил в экономический техникум, однако через два месяца был отозван в Улан-Батор.

### Писательская карьера
В Улан-Баторе Намдаг первое время работал учителем в средней школе. Осенью 1930 года познакомился с прибывшим в страну советским режиссёром А. А. Ефремовым. Организовал временную театральную студию. С октября начал преподавать географию и латинский язык в Школе подготовки лам.
15 августа 1931 года поступил актёром в образующийся Центральный государственный театр. В спектакле театра по пьесе С. Буяннэмэха «Правда» (Үнэн) в постановке Ефремова сыграл роль раба.
16 мая 1932 года, в разгар Хубсугульского восстания, Намдаг, Нацагдорж и Буяннэмэх были арестованы по делу о праздновании годовщины основания Маньчжоу-Го, однако в октябре Намдаг и Нацагдорж были освобождены. Эти события в дальнейшем вдохновили Намдага на написание пьесы «Борьба» (Тэмцэл).
В 1933 году стал режиссёром Центрального театра; первой его постановкой стала пьеса Буяннэмэха «Эрдэнэт соёмбын эзэн, Эрэлхэг жанжин Сухбаатар». В 1934 году вместе с Нацагдоржем написал либретто к опере «Три печальных холма» (Учиртай гурван толгой) и поставил её; поставил собственную пьесу о гаминах «Это не я» (Би биш); напечатал пьесу «Борьба». 12 октября принял участие в съезде Союза писателей вместе с Д. Нацагдоржем, С. Буяннэмэхом, Т. Нацагдоржем, Улзий-Очиром, У. Чимэдом, Ц. Чимэд, Доржсурэном, Ламжавом и Н.-О. Наваан-Юндэном. В 1935 году опубликовал своё первый рассказ «Обогнув хурэ, повернув хурдэ» (Хүрээ тойруулж, хүрд эргүүлэхдээ) в журнале «Ундэсний соёлын зам». 11 октября 1935 года участвовал в совещании Государственного совета по культуре. В 1936 году написал пьесы «Цена жизни», «Эксплуататор и помощник», начал повесть «Волчья стая» (Сүрэг чоно). Сыграл роль Хлестакова в постановке гоголевского «Ревизора». 13 июня 1937 года поставил переработку «Борьбы» — «Новый путь» (Шинэ зам); на Государственный Надом — «Цену жизни». В мае 1938 года был избран секретарём Союза писателей; 15 апреля состоялась премьера «Волчьей стаи» в Центральном театре. В 1939 году написал сценарий для экранизации «Волчьей стаи».
В 1939 году под руководством советского режиссёра и театроведа Г. А. Уваровой была поставлена приуроченная 19-летней годовщине основания МНРП пьеса «Халхин-Гол», снискавшая большие похвалы. Участвовал в организации Госцирка. В 1941 году Уварова и С. Сэнгэ сыграли в его инсценировке из Гэсэриады «Три шарайгольских хана» (Шарай голын гурван хаан).

### Заключение и реабилитация
9 октября 1941 года Намдаг был арестован по обвинению в участии в шпионской организации в пользу Германии. Находясь в заключении, написал книгу стихов «Тогос хээр». 1 мая 1944 года состоялась премьера «Трёх шарайгольских ханов» в Государственном музыкально-драматическом театре (в ролях Э. Оюун; А. Рабинович). Был амнистирован 10 июня 1947 года по случаю Государственного Надома. В течение 11 лет был ограничен в избирательном праве и праве на публикацию своих сочинений.
В 1948 году вместе с Ш. Нацагдоржем написал пьесу «Молодость» (Залуу үе), в 1949 году вместе с Ч. Лодойдамбой — пьесу «Одноклассник» (Нэг ангийнхан). В 1950 году опубликовал рассказ «Поезд» (Галт тэрэг) в журнале «Цог», рассказ «Синий горный волк» — в «Пионерской правде». В 1952 году вышла в печати его повесть «Яблоко» (Алим). В мае 1953 года Надмид и Цэдэвсурэн поставили в Центральном театре его пьесу «В саду» (Цэцэрлэг дээр). Пьеса «Преступники» (Гэмтэнгууд) взяла первое место на конкурсе произведений для театра. В 1954 году переработал «Борьбу» для оперной постановки. Написал повесть «Младший сын Гомпила» (Гомпилийн бага хүү), опубликовал в «Цоге» «Новый путь». В 1955 году в журнале «Пионер» вышла его сказка «Тулга, толоо, шанага гурав». В 1957 году опубликовал в «Цоге» рассказ «Уурлахад учир бий», напечатал книгу «Свадьба» (Их хурим). 27 октября 1958 года был реабилитирован.

### Признание
С 7 января 1959 года стал художественным работником писательского комитета. Его произведение «Чулуун хороо» было напечатано в журнале «Цог». В 1960 году опубликовал свой первый роман «Смутное время» (Цаг төрийн үймээн). В 1961 году в Драматическом театре состоялась премьера третьей постановки «Трёх шарайгольских ханов» (музыка Б. Дамдинсурэна). Л. Ванган поставил «Новый путь». Стихотворения Намдага «Саруулхан шөнө», «Тогос хээр» и «Баяртай учрал» вошли в сборник «Избранная монгольская поэзия». 29 декабря 1962 года постановлением Совета министров роман «Смутное время» был удостоен государственной награды. Посвящённый репрессиям рассказ «Үрэгдэснийг хүлээгч» был опубликован в «Цоге».
В 1962—1964 годах проучился на высших курсах Литинститута им. Горького. В Москве начал писать повесть «Вой старого волка» (Хөгшин чоно улисан нь), впоследствии запрещённую к изданию. В 1963 году на студии «Монголкино» Д. Чимэд-Осером была экранизирована повесть Намдага «Грех и добродетель», являющаяся переработкой «Слёз ламы» Нацагдоржа. В июне 1964 года фильм был показан на XIV Международном кинофестивале, а в Москве вышел русский перевод «Смутного времени»,
В июне 1965 года состоялась премьера оперы «Борьба» в Оперном театре; 15 июня Намдаг взял художественный отпуск. 1 января следующего года в Драмтеатре прошла премьера постановки пьесы Намдага «В новом доме» (Шинэ байшинд; реж. Э. Оюун). В 1967 году С. Гэндэн поставил его пьесу «Хярааны хонхорт». В 1968 году Э. Оюун и Л. Ванган поставили пьесу «Смятение» (Ээдрээ) о событиях, последовавших за Народной революцией. В 1969 году «В новом доме» поставили театралы Баян-Улгия. В 1970 году вышли книгой «Три шарайгольских хана».
В 1971 году Намдаг получил звание Заслуженного деятеля искусств МНР. В 1972 году его пьеса «Лес восьмидесяти камней» (Наян чулууны ой) победила на конкурсе в честь 50-й годовщины Народной революции. В 1973 году С. Галсанжав поставил в Драмтеатре его пьесу «Оролмаа». В 1974 году «В новом доме» поставила труппа театра Восточного аймака. В 1975 году премьера пьесы «Речи мудреца» (Эрдэмтний яриа) режиссёра Д. Гомбосурэна состоялась в Ховде. «Смутное время» вышло на казахском языке. В 1978 году написал повесть «Урожай» (Үр тариа). В 1979 году начал писать либретто на оперу «Чингунжав» (Цэнгүнжав). В Государственном Театре юного зрителя состоялась премьера «Предчувствия» (Зөгнөл; реж. С. Сугар). После того, как Г. Бирва написал музыку к спектаклю «Свадьба», в 1981 году он был поставлен Н. Огооном в драматическом театре Баян-Хонгорского аймака. В 1982 году «Смутное время» в переводе А. Федотова вышло в Софии. Была опубликована повесть «Младший сын Гомпила».
В 1983 году Намдаг вторично удостоился Государственной награды. Последним произведением его стал рассказ «Две смерти одного существа» (Нэг амьтаны хоёр үхэл). 11 марта 1984 года скончался вследствие тяжёлой болезни. Через три года в трёх томах вышло полное собрание его сочинений.

## Произведения
- «Три печальных холма» (Учиртай гурван толгой) — либретто оперы, совместно с Д.Нацагдоржем (1934)
- «Не я» (Би биш) — пьеса (1934)
- «Борьба» (Тэмцэл) — пьеса (1934)
- «Обогнув хурэ, обернув колесо» (Хүрээ тойруулж, хүрд эргүүлэхдээ) — рассказ (1935)
- «Волчья стая» (Сүрэг чоно) — повесть, киносценарий (1936)
- «Цена жизни» (Амь ба амьдралын үнэ) — пьеса (1936)
- «Эксплуататор и помощник» (Мөлжигч ба туслагч) — пьеса (1936)
- «Халхин-Гол» (Халх гол) — пьеса (1940)
- «Три шарайгольских хана» (Шарай голын гурван хаан) — пьеса (1941)
- «Свадьба» (Их хурим) — пьеса (1947)
- «Молодость» (Залуу үе) — пьеса, совместно с Ш.Нацагдоржем (1948)
- «Одноклассник» (Нэг ангийхан) — пьеса, совместно с Ч. Лодойдамбой (1949)
- «Поезд» (Галт тэрэг; 1950)
- «Синий горный волк» (Уулын хөх чоно; 1950)
- «Яблоко» (Алим) — повесть (1952)
- «В саду» (Цэцэрлэг дээр) — пьеса (1953)
- «Новый путь» (Шинэ зам) — пьеса (1954)
- «Смутное время» (Цаг төрийн үймээн) — роман (1960)
- «Үрэгдсэнийг хүлээгч» — рассказ (1962)
- «Грех и добродетель» (Нүгэл буян) — киносценарий (1963)
- «Вой старого волка» (Хөгшин чоно улисан нь) — повесть (1963—1965)
- «В новом доме» (Шинэ байшинд) — пьеса (1966)
- «Хярааны хонхорт» — пьеса (1967)
- «Смятение» (Ээдрээ) — пьеса (1968)
- «Урожай» (Үр тариа) — повесть (1978)